# خوليو كروز (لاعب كرة قاعدة)
خوليو كروز (بالإنجليزية: Julio Cruz)‏ هو لاعب كرة قاعدة أمريكي، ولد في 2 ديسمبر 1954 في بروكلين في الولايات المتحدة.

## وصلات خارجية
- خوليو كروز على موقع دوري كرة القاعدة الرئيسي (الإنجليزية)
- خوليو كروز على موقعبيزبول رفرنس.كوم (الدوري الرئيسي) (الإنجليزية)
- خوليو كروز على موقعبيزبول رفرنس.كوم (الدوري الثانوي) (الإنجليزية)